# François Amégasse
François Amégasse, né le 10 octobre 1965, est un footballeur gabonais. Il totalise 34 sélections en équipe nationale pour deux buts marqués. Sa première sélection est contre le Nigeria le 26 mars 1994 et son premier but marqué en sélection est le 2 décembre 1996.

## Biographie
Il est sélectionné plus de 130 fois avec l'équipe du Gabon de football. Il commence sa carrière en 1982 à AS Sogara où il passe 12 ans, puis en 1994, il rejoint le club de Mbilinga où il passe sept saisons et l'année d'après, il partit pour Petro Sport où il fait deux saisons et met fin à sa carrière.

## Carrière
- 1982-1993 :  AS Sogara
- 1994-2000 :  Mbilinga FC
- 2000-2001 :  Petro Sport[2]

## Palmarès
- Championnat du Gabon (2) :
  - Champion :  1984, 1996.
- Coupe du Gabon (3) :
  - Vainqueur : 1985, 1995 et 1997.
  - Finaliste : 1984.
- Coupe d'Afrique des vainqueurs de coupe (1) :
  - Finaliste : 1986
- Supercoupe du Gabon (1) :
  - Vainqueur : 1995.